# フィーバーシスコ
フィーバーシスコは、1992年6月にSANKYOが発売した、クロスデジタル表示が特徴的なパチンコ機のシリーズ名。
フィーバーシスコⅠとフィーバーシスコⅡの2機種がある。

## 概要
ドット式デジタルのデジパチ。ⅠとⅡは同時発売された。十字型のデジタルに図柄が表示されるが、大当たりラインは横ラインのみで、同じ図柄が3つ揃えば大当たりとなる。Ⅱの大当たり図柄の7•F•Vは例外的に中出目が上下1個ズレても大当たりとなる。Ⅰは大当たり後の保留玉1個目に限り連チャンの可能性があるタイプで、Ⅱは大当たり後に高確率状態に移行する数珠繋ぎ連チャン機である。Ⅱの高確率状態は、大当たり終了後に保留玉が途切れることなくデジタルが連続回転を続ける限り継続する。保留玉がなくなりデジタルの変動が止まった時点で高確率状態は終了し、通常確率に戻る仕様である。

## スペック
- フィーバーシスコⅠ
  - 賞球数 7&15
  - 大当たり最高継続 16R
  - 大当たり確率 1/238
- フィーバーシスコⅡ
  - 賞球数 6&13
  - 大当たり最高継続 16R
  - 大当たり確率 1/260

## 図柄
- フィーバーシスコⅠ
  - 0
  - 1
  - 2
  - 3
  - 4
  - 5
  - 6
  - 7
  - 8
  - 9
  - F
  - V
  - A
- フィーバーシスコⅡ
  - 2
  - 3
  - 4
  - 5
  - 6
  - 7
  - 8
  - 9
  - F
  - V

## 演出
デジタルは左→右→中の順に停止する。リーチが掛かった時の中デジタルは、大当たり図柄に近づくとゆっくり回転し、通り過ぎると通常の速さに戻るというアクションを繰り返す。本機が発売されるまでのデジパチにはなかった期待感を演出する挙動である。

大当たり時は、ⅠとⅡともに1ラウンドごとに約30秒間アタッカーが開放される。時間が経過するか規定数入賞するとアタッカーが閉じ、次のラウンドに移行する。大当たり中は、この動作を16回繰り返す。